# Zona arqueológica de Ihuatzio
Ihuatzio es un sitio arqueológico en el estado de Michoacán, México. Se encuentra en la vertiente sur del cerro Tariaqueri, justo al norte del poblado de Ihuatzio, en el municipio de Tzintzuntzan.
El sitio antiguo se localiza a unos 7 kilómetros al sureste de Tzintzuntzan, en la orilla sureste del lago de Pátzcuaro. Se registran vestigios de asentamientos humanos de dos períodos ocupacionales diferentes; el primero ocurrió entre 900 y 1200 d. C., correspondiente a grupos hablantes de lengua náhuatl; el segundo grupo correspondiente al máximo desarrollo alcanzado por la cultura purépecha, entre 1200 y 1530 d. C.
Este sitio arqueológico fue construido sobre una meseta nivelada artificialmente, y se considera de gran importancia para la historia prehispánica de Michoacán; fue un observatorio astronómico y centro ceremonial. Aunque es relativamente pequeño, son destacables las pirámides dedicadas a Curicaueri y Xaratanga. Se encontró una escultura que representa un chac mool (característico de la cultura tolteca); así como una serie de calzadas y murallas que rodean el sitio.
El asentamiento prehispánico cubre íntegramente una meseta baja y mantuvo una ubicación estratégica en el extremo occidental del lago y otros sitios dominantes como Tzintzuntzan.

## Toponimia
El nombre Ihuatzio proviene del vocablo purépecha Hihuatsi, que significa ‘lugar de los coyotes’.
Según información de la Relación de Michoacán, el lugar también es conocido por su nombre náhuatl como Cuyacán o Cuyuacán (Coyoacán), y se menciona por primera vez cuando Tariácuri planea su ataque a Tariarán.

## Trasfondo
Según la evidencia arqueológica, ha habido asentamientos humanos dentro del territorio del estado de Michoacán desde hace al menos 10 000 años. En la época prehispánica hubo una serie de oleadas migratorias hacia la zona, incluidos los pueblos pirinda, nahua, huetamo, colima, purépecha y otros. Existen sitios de asentamientos formales de todo el período mesoamericano. Los sitios importantes incluyen El Opeño y los de Curutarán, Tepalcatepec, Apatzingán, Zinapécuaro y Coalcomán. El territorio ha sido habitado por nahuas, otomíes, matlatzincas, pirindas y tecos además de purépechas.
La principal civilización prehispánica del estado es la purépecha, que tuvo su centro en la zona del lago de Pátzcuaro. Antes del siglo XIII, tanto nahuas como purépechas habitaban el lugar, sustentándose de la agricultura y la pesca. Los purépechas descienden de una llegada tardía de chichimecas procedentes del norte. En el lago de Pátzcuaro se encontraron con gente con culturas similares a la suya pero más avanzadas técnica y socialmente. La formación del estado purépecha comenzó en el siglo XIII, cuando este pueblo inició su propio señorío en Uayameo, hoy Santa Fe de la Laguna, y llegando a dominar toda el área del lago de Pátzcuaro en el siglo XV. La conquista de tribus y territorios vecinos se produjo entre 1401 y 1450, absorbiendo en el imperio pueblos con culturas y lenguas diferentes. A finales del siglo XV, este estado rivalizó con el de los mexicas, expandiendo su territorio sobre gran parte de lo que hoy es Michoacán y en parte de Colima, Nayarit, Querétaro, Guanajuato, Guerrero y Jalisco. Los mexicas intentaron invadir a los purépechas pero fueron repelidos. Esto provocaría más tarde que los purépechas negaran la ayuda a los mexicas en la defensa de Tenochtitlan contra los españoles.

### Lengua purépecha
La lengua purépecha es una lengua aislada, de la que no se conoce parentesco con ninguna otra lengua. Se habla en el estado de Michoacán, cerca del lago de Pátzcuaro y del volcán Paricutín. Existen dos variantes mayores y quizás 12 menores; la principal corriente lingüística se produce entre el lago y la meseta volcánica.
Las teorías sobre el origen purépecha varían. Algunos dicen que vinieron del norte con los mexicas; otros afirman que vinieron del sur y tal vez están relacionados con los quechuas de Ecuador, Bolivia y Perú. Si bien su lengua es aislada, comparte algunas características con los zuñi y el quechua (quizás no sean más que características prestadas).
Greenberg lo asignó a la familia lingüística chibcha, pero esta propuesta fue rechazada por los especialistas. Los estudios estadísticos realizados por Swadesh han sugerido relaciones con los zuñi, los quechuas, los mayas y los aimaras, pero estas conclusiones siguen sin demostrarse.

### Imperio purépecha
El Imperio purépecha fue un imperio mesoamericano prehispánico, que cubría aproximadamente el área geográfica del actual estado mexicano de Michoacán. En purépecha el nombre del estado era Iréchecua Tzintzuntzáni, las ‘tierras de Tzintzuntzan’.
Los purépecha fueron un grupo nómada que llegó a la cuenca del lago de Pátzcuaro. Se desconoce su lugar de origen; sin embargo, se sabe que su alimentación y sustento dependían de sus actividades cazadoras-recolectoras. Los principales acontecimientos de la sociedad purépecha se describen en la citada Relación de Michoacán; este documento del siglo XVI menciona la llegada de los purépechas a Naranxan —hoy Naranja de Tapia, municipio de Zacapu—, donde establecieron alianzas mediante el matrimonio de Hireti Ticátame (‘guía y señor’), con una mujer local. Posteriormente, fueron obligados a abandonar el lugar y se dirigieron hacia la cuenca de Pátzcuaro.
Los pueblos del imperio purépecha eran en su mayoría de afiliación étnica purépecha, pero también incluía otros grupos étnicos anteriores como los nahuas, otomíes, matlatzincas y chichimecas. Estos grupos étnicos fueron asimilados gradualmente al grupo mayoritario purépecha.
El estado tarasco fue contemporáneo y enemigo del Imperio azteca, contra el cual libró muchas guerras. El Imperio purépecha bloqueó la expansión azteca hacia el noroeste, fortificando y patrullando sus fronteras, desarrollando posiblemente así el primer estado verdaderamente territorial de Mesoamérica.
Debido a su relativo aislamiento dentro de Mesoamérica, el estado purépecha tenía muchos rasgos culturales completamente distintos de los del grupo cultural mesoamericano. Es particularmente digno de mención por estar entre las pocas civilizaciones mesoamericanas que utilizaron metal para herramientas y ornamentación.

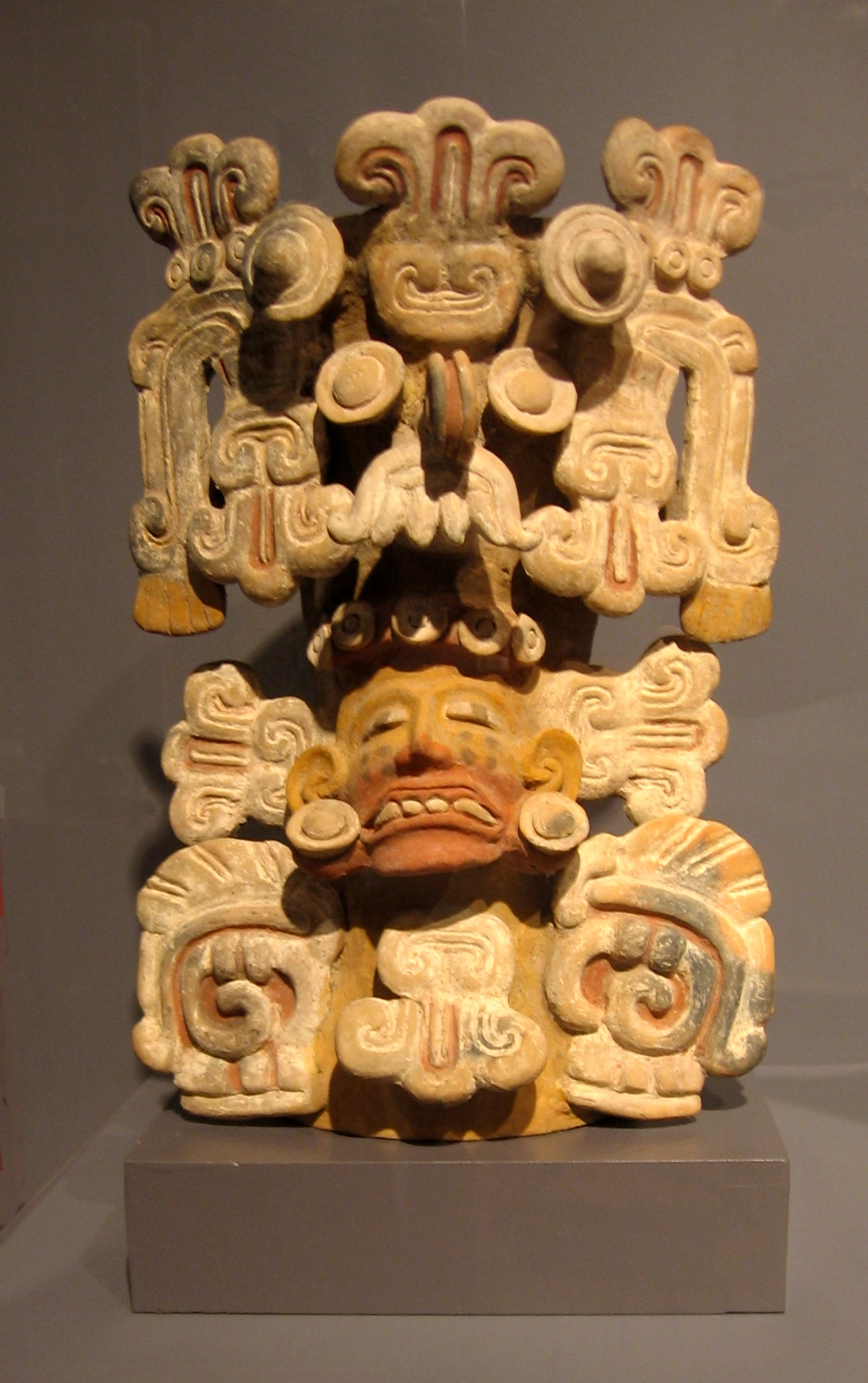
Un incensario purépecha que muestra una deidad con un «tocado de Tláloc», 1350-1521 d. C.

### Primera ocupación del sitio
Durante la primera etapa llegaron a la zona varios grupos de habla nahua. Ya poseían una tecnología rudimentaria de producción de alimentos y probablemente tenían una mentalidad sedentaria. Los abundantes recursos alimentarios y otras condiciones naturales fueron un factor determinante en la formación y sustento de la densa población de la zona. En el momento de la segunda etapa, el grupo tarasco tomó el control de un vasto territorio, instalándose en la cuenca de Pátzcuaro y estableciendo un sistema tributario basado en su abrumadora fuerza militar. Junto con Tzintzuntzan y Pátzcuaro, Ihuatzio figuraba entre los asentamientos tarascos más importantes.
Según el arqueólogo Efraín Cárdenas, a partir de la evidencia arqueológica, la primera ocupación se ubica tentativamente cronológicamente entre el 900 y el 1200 d. C., correspondiente a grupos de habla náhuatl.

### Segunda ocupación del sitio
El segundo período de ocupación, situado cronológicamente entre 1200 y 1530 d. C., corresponde al dominio purépecha de la cuenca del lago de Pátzcuaro y de casi toda la zona norte del estado de Michoacán.
Es muy difícil establecer la cronología de construcción del sitio exclusivamente a partir de datos arqueológicos. La Relación de Michoacán menciona que a la muerte de Tariácuri, el personaje más destacado de la narración, el poder político y religioso que tenía se dividió en tres señoríos: Pátzcuaro, Ihuatzio y Tzintzuntzan. Estos estaban gobernados por tres personajes principales: su hijo menor Huiquíngare y sus sobrinos Hiripan y Tangáxoan.
Este trascendental acontecimiento del desarrollo militar y político tarasco purépecha fue descrito por el testimonio de Jerónimo de Alcalá de la siguiente manera:
... al amanecer, antes de la luz del día, Tariácuri subió a un montículo llamado Thiapu, despejó una sección e hizo tres montones de tierra, colocó encima de cada uno una piedra y una flecha. Sus sobrinos subieron al montículo... [donde Tariácuri exclamó:] Niños escuchadme: mirad Hiripan, habrá tres Señores. El tuyo es este montón que está en medio, que es el pueblo de Coyoacán [Ihuatzio]: y tú Tangáxoan estás en este montón que es el pueblo de Michoacán [Tzintzuntzan]; y tú Huiquingaje, estás en este pueblo que es el pueblo de Pátzcuaro. «Por lo tanto, habrá tres Señores».
Este acontecimiento es muy importante para entender el crecimiento y desarrollo de Ihuatzio, debido a la iniciativa que siempre mostró Hiripan durante las conquistas, el poder nuevamente se concentró, pero no en una persona en particular, sino en un espacio determinado: Ihuatzio. Los fechamientos radiocarbónicos sitúan el sitio entre 1510 y 1575 d. C.

### Historia
Las actividades que realizaban los purépechas en este sitio, estaban relacionadas con la organización económica y social de los diferentes sectores de la sociedad prehispánica y con actividades de carácter ritual y ceremonial. Esto se deduce de hallazgos arqueológicos, así como de datos escritos disponibles de fuentes durante la conquista española. Estas fuentes son la Crónica de Michoacán, el Lienzo de Jucutacato y la Relación de Michoacán.
Tariácuri explicó a sus sobrinos cómo atacarían el pueblo de Hiuacha (Tariarán), y cómo Hiripan, como ya se ha señalado, se convertirá en rey de Cuyacán, Tangáxoan de Mechuacán (Tzintzuntzan) y su hijo Hiquíngare en Pátzcuaro. Para entonces, ya hacía tiempo que los tres vivían en Tzintzuntzan. Hiripan espiaba a sus enemigos desde el cerro Tariacaherio, al norte de Ihuatzio, y allí Curicaueri se le apareció en sueños y le advirtió que sería rey. Cuando los chichimecas atacaron al pueblo de la isla de Pacandan para obtener los primeros cautivos para ser sacrificados en el templo de Querétaro, Tariácuri ordenó a sus sobrinos ir a harata Hiuazi y Yuazi xanchacuyo desde donde atacarían a los isleños, mientras trabajan en tierras de cultivo cercanas a la orilla del lago (en un lugar llamado Araueni). Es posible que ambos sitios estuvieran en o cerca de lo que luego sería Ihuatzio.
Cuando murió Tariácuri, Hiripan siguió las órdenes de su tío, se formaron tres reinos y construyó una casa en Ihuatzio. Posteriormente, cuando comenzaron a organizar el territorio conquistado, decidieron construir en Ihuatzio una casa para el dios Curicaueri y guardar allí tesoros obtenidos en las conquistas. A partir de entonces Ihuatzio pasó a ser la cabeza del imperio. Hiripan fue enterrado en la localidad y le sucedió su hijo Ticátame. Durante su reinado, la cabeza del reino fue trasladada a Tzintzuntzan hasta donde Tzitzispandáquare (hijo de Tangáxoan) trasladó a Curicaueri junto con el tesoro.
A pesar de haber perdido su puesto, Ihuatzio siguió siendo un sitio importante. Cuando iban a la guerra, el señor de Ihuatzio era quien arengaba a los soldados y cuando escogían un nuevo cazonci, era uno de los integrantes del grupo que se reunía para discutir quién sería el próximo rey. De hecho, Tzíntzicha consideró a Paquingata, señor de Ihuatzio, como un posible cazonci, pero este se negó. Paquingata era nieto de Ticátame e hijo de Tucuruán.

## El sitio
Arquitectónicamente hablando, Ihuatzio es uno de los sitios más extensos y complejos del estado de Michoacán. Los restos arqueológicos se distribuyen en una superficie aproximada de 50 hectáreas.
Desafortunadamente, como en la mayoría de los sitios arqueológicos mexicanos, no todas las áreas de los monumentos han sido exploradas y, por lo tanto, solo están parcialmente abiertas al público; el único sector visitable es el conocido como «Plaza de Armas», donde se ubican estructuras piramidales de base rectangular, colocadas sobre una plataforma también rectangular.
El asentamiento prehispánico cubre íntegramente una meseta baja y mantiene una ubicación estratégica en el extremo occidental del lago y de otros sitios dominantes como Tzintzuntzan. Es posible que Ihuatzio controlara esta porción de la cuenca.
Este sitio contiene los monumentos mejor conservados del imperio, que representan su grandeza: una pirámide que sirvió a los nativos como plaza principal; restos de una torre o fortaleza que fue construida (según una antigua tradición) por el fundador de la ciudad en la época prehispánica; unas yácatas, donde se descubrieron ídolos, condecoraciones, armas y vasijas; una calle o camino bien construido, llamado Queréndaro que servía para comunicar con Tzintzuntzan al norte.

### Investigaciones
La primera referencia de existencia de vestigios arqueológicos en este lugar se remonta a 1799 a partir de una descripción de Bravo Ugarte, quien aportó información sobre el sistema constructivo, mencionando que reflejaba un bajo nivel tecnológico ya que no se utilizaba cal ni arena; sin embargo, hizo referencia a grandes dimensiones del sitio.
Posteriormente, en 1855 fray Pedro Beaumont, en la Crónica de Michoacán, expone el primer mapa de la cuenca del lago de Pátzcuaro, con indicación de los asentamientos purépechas más importantes. Beaumont se refiere a Ihuatzio como uno de los principales asentamientos purépechas de la cuenca del lago de Pátzcuaro.
En 1929, Marquina realizó por primera vez un estudio de la superficie del sitio, describiendo y realizando bocetos de las estructuras de base rectangulares. Según él, Ihuatzio está compuesto por dos grupos principales: una plataforma orientada de norte a sur de 400 metros de largo por 300 de ancho. Esta plataforma está delimitada por amplios restos de muros. En su centro hay 3 yácatas orientadas al este. Al norte de esta plataforma se encuentra otra de menores dimensiones (300 por 180 metros) orientada de este a oeste, limitada también en sus lados mayores por altos muros escalonados de 10 metros de ancho que forman una plaza de 223 por 147 metros. Esta plaza tiene dos estructuras rectangulares, también orientadas al este, asentadas sobre una plataforma común de 87 por 37.5 metros.
Entre 1937 y 1938, Caso y Acosta realizaron excavaciones, trabajos de liberación y consolidación de las estructuras rectangulares de base. Durante estos trabajos se encontró el chac mool, elemento ritual que denota un contacto cultural con sitios toltecas como Tula donde este elemento arqueológico constituye una característica distintiva.
El sitio se abrió al público en 1937-1938, aunque el registro de visitantes no comenzó hasta 1994.

### Estructuras
Los rasgos característicos del sitio arqueológico de Ihuatzio son los muros defensivos y los caminos amurallados. Los primeros constituyen un sistema de comunicación entre los principales grupos de construcciones y puntos de acceso al sitio en la época prehispánica. El segundo elemento, los caminos, constituye un sistema vial interior, sólo que sus funciones podrían ser diversas, como servir como muro de defensa y limitar los accesos al sitio, así como la comunicación interna.

#### Plaza de armas
La Plaza de Armas es una enorme área rectangular y nivelada, delimitada en los extremos norte y sur por estructuras llamadas muro-calzadas que se utilizaban como caminos. En los diferentes espacios de esta plaza se celebraban actividades ceremoniales, rituales y festividades. Sin embargo, existe la posibilidad de que aquí también se llevaran a cabo algunas actividades económicas, como la comercialización y el intercambio de bienes. Incluso se cree que en ocasiones también se utilizó como campo de juego de pelota.
El área abierta al público consta de un gran espacio cuadrangular delimitado por dos elementos llamados «huatziris» por la población local. Estos elementos son amplios muros escalonados en ambos lados; el acceso a la parte superior se realizaba mediante una escalera empotrada. En el extremo occidental de la plaza, se colocó una plataforma rectangular de 1.5 metros de altura sobre la que se construyeron dos pedestales.

#### Yácatas
Tres yácatas están ubicadas en una gran plaza, al sur de la Plaza de Armas, que aún no está abierta al público. Estos edificios, cuya cimentación combina un rectángulo con un semicírculo, son característicos de algunos sitios purépechas de los siglos XV y XVI. Tenían una escalera incrustada en el centro del cuerpo rectangular. Estas tres yácatas miran hacia el oeste, en la parte semicircular de sus cuerpos, precisamente frente a uno de los muros-camino mencionados, y constituyen el sistema de comunicación entre los principales grupos constructivos y los puntos de acceso al sitio en la época prehispánica.
Los muros de las yácatas están construidos con losas dispuestas horizontalmente que cubren un núcleo de roca y tierra. El revestimiento exterior estaba formado por bloques de janamus que alguna vez cubrieron completamente las estructuras pero que desde entonces se han desgastado por completo. Se pueden observar algunos vestigios en la cara este de la estructura rectangular número 1.

#### Huatziris
Los huatziris o calzada amurallada (muro-calzada) es un elemento muy infrecuente en la arqueología del occidente de México. Consiste en una estructura construida con un sistema similar al utilizado en las construcciones rectangulares, es decir, un núcleo de roca y tierra recubierto por losas de piedra. Presenta una parte superior estucada, gradas escalonadas y una altura promedio de dos metros. Rodea gran parte del asentamiento y tenía la doble función de control de vías y accesos.
La parte superior del muro también fue terminada y tiene cuerpos escalonados, pero es más pequeña que los muros de la «Calzada del Rey» —descrita a continuación—; mide 2.5 metros de altura promedio; esta muralla rodea gran parte del asentamiento y tenía una doble función, servía de calzada y también como elemento defensivo.

#### Plataforma
Es de base rectangular, construida con un núcleo de tierra y piedra, revestida con losas de piedra sin cemento. El acabado fue con bloques tallados en piedra janamu,Janamu or Xanamu are red volcanic rock blocks, in Purépecha or tarascan language Xanamu means rough stone</ref> de los que sólo quedan algunas muestras. Mide 87 metros de largo; 37.5 de ancho y 1.5 de alto. Encima se construyeron las siguientes estructuras.

#### Cimentaciones piramidales
Se trata de dos estructuras dispuestas de este a oeste con escaleras orientadas al este. La construcción estuvo compuesta por un núcleo de piedra basáltica, revestido con muros escalonados con losas de piedra, conformando 11 cuerpos, el acabado también estuvo compuesto por losas de janamu.Janamu or Xanamu are red volcanic rock blocks, in Purépecha or tarascan language Xanamu means rough stone</ref> Sólo quedan restos de las escaleras. Entre estas dos estructuras existe un pasillo de 1.65 metros de ancho, donde las excavaciones desenterraron esqueletos humanos y la escultura chac mool.

#### Calzada del Rey
El «Camino Rey» es un rasgo característico de este sitio, único en la arquitectura prehispánica no sólo de Michoacán sino también del occidente de México; son enormes construcciones de aproximadamente 250 metros de largo por 20 de ancho y más de 5 metros de alto, las cuales están conformadas por varios cuerpos superpuestos y ubicados en los sectores oeste y sur del sitio. En la parte superior se dispone de un suelo de tierra aplanado, y están delimitados por dos pequeños muros de protección para uso peatonal. Por su forma y distribución mostrada en el paisaje y por los espacios que se comunican, se supone que sirvieron como pasarelas para el transporte de los cazonzi (reyes purépechas) desde el centro ceremonial hacia diferentes puntos del sitio.

#### Mirador
El sector sur tiene otro elemento singular, consta de una construcción de base circular, en forma de cilindro. Esta edificación, exclusiva del sitio arqueológico de Ihuatzio, no presenta un punto de acceso bien definido y se desconoce su función precisa. Sin embargo, dada su ubicación estratégica, se supone que sirvió como observatorio o mirador del cosmos. Lo único cierto es que no existen otras estructuras similares en todo Michoacán, ni sitios registrados en los estados de Guanajuato y Jalisco.